# Sutak
Sutak é uma boyband  Angolana. A banda é composta por  Ma-d, Marcelo, Marquez e Mauro. Deram os primeiros passos na música em Luanda. No ano 2015 ganharam uma visibilidade ao se juntarem a produtora BLS do música angolano C4 Pedro com o lançamento do albúm King Ckwa, onde o grupo teve a sua participação na música "Até que a morte nos separa" e mais tarde com o lançamento da música "Não é só".

## História
O grupo existe a mais de 8 anos, tendo feito algumas aparições na tv como classicals, antes da mudança de nome para "Sutak" após entrada na produtora BLS, o grupo gravou tão logo a música "até que a morte nos separe", fazendo parte do albúm top de vendas do música angolano C4 Pedro, depois a música "Não é só" e depois dessas duas músicas o grupo anunciou a saída na produtora BLS Prod com o lançamento dos vídeos clips "Quando homem quer" e "Sobre pedra e cal".

## Videos
- Não é só.
- Quando o Homem quer
- Sobre pedra e cal